# Prvenstvo Hrvatske u dvoranskom hokeju 2007./08.
Prvenstvo Hrvatske u dvoranskom hokeju za sezonu 2007/08. godinu.

## Sudionici
Sudionici su bili zagrebački klubovi "Marathon", "Jedinstvo", "Trešnjevka" i "Mladost".

## Natjecateljski sustav
Igra se po dvokružnom liga-sustavu. Za pobjedu se dobiva 3 boda, za neriješeno bod, za poraz nijedan bod.
Nakon ligaškog dijela natjecanja, igra se završni dijel, u kojem sudjeluju prva četiri kluba. 

Završna faza se igra po kup-sustavu, turnirski, odnosno, kod jednog domaćina.

Poluzavršnica se igra po šemi prvi protiv četvrtog, drugi protiv prvog.

## Rezultati
Rezultati završnog dijela natjecanja prvenstva Hrvatske u dvoranskom hokeju za 2007/08. godinu:

### Ligaško natjecanje
```
Por.   Klub     Ut Pb  N Pz  RP  Bod
1. Mladost      10  9  1  0 +52  28
2. Marathon     10  6  1  3 +21  19
3. Jedinstvo    10  5  0  5 - 6  15
4. Trešnjevka   10  4  1  5 +12  13
5. Jedinstvo 2  10  3  2  5 -14  11
6. Zelina       10  0  1  9 -62   1
```

### Završni dijel

#### Poredak 5. – 8. mjesta
- za 7. mjesto:

- za 5. mjesto:

#### Poredak 1. – 4. mjesta
Poluzavršnica:
2. veljače
 Jedinstvo - Marathon 6:3 

Mladost - Trešnjevka 8:3 

Utakmica za 3. mjesto: 

Trešnjevka - Marathon 6:3
Završnica:

Mladost - Jedinstvo 7:1
Konačni poredak:
1. Mladost
2. Jedinstvo
3. Trešnjevka
4. Marathon

Prvak Hrvatske u dvoranskom hokeju za sezonu 2007/08. je zagrebačka Mladost.